# 橘百枝
橘 百枝（たちばな の ももえ）は、平安時代初期の貴族。従四位上・橘綿裳の子。官位は従四位下・伊勢介。

## 経歴
延暦18年（799年）内舎人に任ぜられる。大同2年（806年）に発生した伊予親王の変に連座して、常陸員外掾に左遷される。
その後罪から許されたらしく、嵯峨朝末の弘仁13年（822年）従五位下に叙爵。淳和朝の天長7年（830年）従五位上・伊勢介に叙任される。仁明朝後半に昇進し、承和13年（846年）正五位下、承和15年（848年）従四位下に至る。長命を保ち、桓武・平城・嵯峨・淳和・仁明・文徳の六朝に仕えた。仁寿4年（854年）4月2日卒去。享年80。最終官位は散位従四位下。

## 人物
文書を理解できなかった一方、鷹や猟犬などの狩猟を好み、常に漁撈と狩猟を行い休むことがなかった。剃髪して僧侶となり、臭いの強い野菜を食さなかった。大和国山辺郡に邸宅があったが、ある時に、池の堤が崩れ壊れるほどの洪水により、建物はことごとく流失してしまったが、百枝だけは身体を木に紐で繋ぎ止めて、僅かに生き残ることができたという。

## 官歴
『六国史』による。
- 延暦18年（799年） 日付不詳：内舎人
- 大同2年（806年） 11月：常陸員外掾
- 時期不詳：正六位上
- 弘仁13年（822年） 閏9月1日：従五位下
- 天長7年（830年） 正月7日：従五位上。日付不詳：伊勢介
- 承和13年（846年） 正月13日：正五位下
- 承和15年（848年） 4月13日：従四位下
- 仁寿4年（854年） 4月2日：卒去（散位従四位下）